# Aliança Luso-Britânica
A Aliança Luso-Britânica, em Portugal conhecida vulgarmente como Aliança Inglesa, entre o Reino da Inglaterra (sucedido pelo Reino Unido) e o Reino de Portugal (sucedido pela República Portuguesa) é a mais antiga aliança diplomática do mundo ainda em vigor. Foi instituída pelo Tratado Anglo-Português de 1373, durante a Idade Média. A aliança já não é invocada, ainda que se mantenha. Ao longo da história de Portugal teve importantes consequências, ao colocar o país frente às tropas napoleónicas, devido à rejeição lusa do Bloqueio Continental, incompatível com os termos desta aliança. No período pós-guerra, a Inglaterra manteve um largo contingente militar e determinados privilégios em território português.

## História

### Idade Média

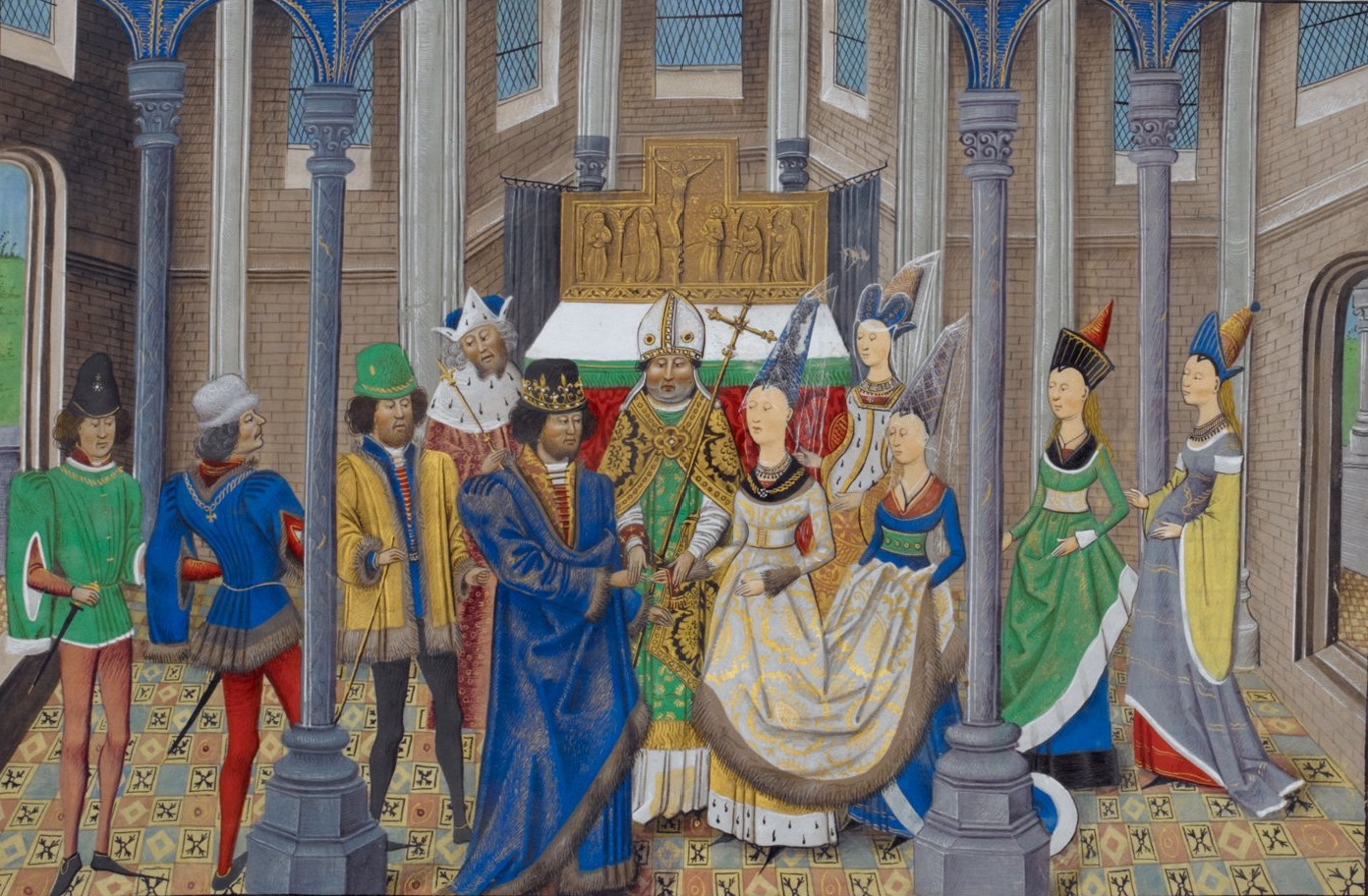
O casamento de D. João I com Filipa de Lencastre marcou o início da mais antiga aliança diplomática entre dois países, actualmente em vigor

A ajuda inglesa à Casa de Avis foi o primeiro patamar de um conjunto de ações de cooperação com Inglaterra que viriam a ser de extrema importância na política externa portuguesa por mais de 500 anos. Em 9 de maio de 1386, o Tratado de Windsor afirmava uma aliança que já tivera o seu gérmen em 1294, e que fora confirmada em Aljubarrota com um pacto de amizade perpétua entre os dois países. João de Gant duque de Lencastre, filho de Eduardo III de Inglaterra, teve o apoio português nas suas tentativas de ascender ao trono de Castela, apesar de D. Fernando I também o reclamar para si. Pelo Tratado de Tagilde de 10 de julho de 1372, os dois pretendentes decidem unir esforços contra o mesmo rival, deixando para depois qualquer decisão quanto às pretensões ao trono. Contudo, desta união resultou apenas uma derrota, que se viria a repetir em 1385, com compensação financeira para João de Gante por parte do seu rival, Henrique da Trastâmara. Portugal tinha reafirmado a aliança pelo Tratado de Londres de 16 de junho de 1373, considerado por alguns autores como o seu fundamento jurídico, mas ratificado em Windsor.
João de Gante deu, entretanto, a mão de sua filha, Filipa de Lencastre, a D. João I — ato que selou a aliança política. A influência de Filipa de Lencastre foi notável, tanto no ponto de vista da sua descendência (a Ínclita Geração) bem como pela sua intervenção no que diz respeito às relações comerciais entre Portugal e Inglaterra, incentivando as importações de bacalhau e vestuário de Inglaterra e a exportação de cortiça, sal, vinho e azeite, a partir dos armazéns do Porto.

### Do século XVII ao século XIX
A guerra da Restauração (1640-1668) contra a Espanha a partir de 1640 colocaria Portugal em uma conjuntura particularmente desfavorável no mundo europeu, tornando a busca de reconhecimento internacional e a retomada do comércio com as demais potências imprescindíveis para a manutenção da guerra. Diante desse cenário, tais rearranjos são visíveis nas negociações diplomáticas, que perpassam por concessões comerciais feitas aos holandeses (1641,1661,1669) e aos ingleses (1642,1654,1661) a partir do fim da União Ibérica (1580-1640). 
        O Tratado de paz e comércio de 1642 estipula a liberdade de comércio entre portugueses e ingleses, porém assegurado única e exclusivamente ao reino de Portugal o comércio com seus domínios ultramarinos.
         No que diz respeito ao Brasil, a colônia viria a se mostrar, já constatadamente na época, a mais importante dentre todas as possessões portuguesas. Portanto, a Metrópole, em todas as negociações diplomáticas, principalmente após o fim da União Ibérica, procura proteger o comércio com o Brasil, assim o Tratado de paz e comércio com a Inglaterra em 1642 não confere concessões ao comércio estrangeiro no Brasil.
          Portugal, enfrentou, além da Espanha no território europeu no contexto da Restauração, a Holanda, que havia ocupado parte de seus domínios coloniais, e ainda a Inglaterra de 1650 a 1654 - em virtude do apoio português à causa realista durante a Revolução Inglesa (1640) e do conflito entre as armadas republicanas e realistas inglesas em Lisboa em 1650. A necessidade de evitar um conflito novamente com o terceiro inimigo fez com que Portugal enviasse uma missão diplomática a Londres que resultaria no Tratado de 1654 com a Inglaterra, negociado pelo Conde Camareiro-Mor. 
Era enorme a preocupação que a Inglaterra conseguisse acesso ao comércio com as conquistas coloniais portuguesas, especialmente com o Brasil, contudo a Inglaterra, se favorecendo da conjuntura desfavorável a Portugal, conseguiu impor um tratado muito desfavorável, fato que explica porque o tratado só foi ratificado por D. João IV em 1656 mediante a ameaça de ataque da armada inglesa aos navios portugueses na entrada da barra de Lisboa. 
O tratado estipulava que a Inglaterra poderia negociar, de Portugal para o Brasil e outras conquistas na Índia Ocidental, e do Brasil e das conquistas da Índia Ocidental conquistas para Portugal, em todo gênero de bens e mercadorias, exceto as concedidas em estanco à Companhia Geral do Comércio do Brasil, pagando os mesmos direitos, tanto no Brasil como em Portugal. Estabelecia também que as naus inglesas fretadas pelos portugueses quando navegassem para o Brasil deveriam ir junto com a armada portuguesa e que Coroa de Portugal todas as vezes que tivessem necessidade de navios estrangeiros para navegar e comercializar com o Brasil fretariam navios ingleses desde que estes estivessem disponíveis.
Após a restauração da monarquia na Inglaterra em 1660, a Coroa portuguesa, visando reforçar o apoio inglês, implementou o projeto de casamento entre a princesa D. Catarina de Bragança e o rei Carlos II da Inglaterra, firmando, portanto, o Tratado de paz e aliança de 1661, que, basicamente, ratificou os tratados anteriores de 1642 e 1654.
Concluí-se que, em linhas gerais, os tratados materializaram a correlação de forças da Europa ao longo do século XVII, com o fim da hegemonia dos habsburgos espanhóis e a Inglaterra em curso para se tornar a primeira potência mundial, fruto de um complexo processo de transformações socioeconômicas. Enquanto Portugal, preso às estruturas do Antigo Regime, valeu-se de seu imenso império ultramarino para manter sua independência. 

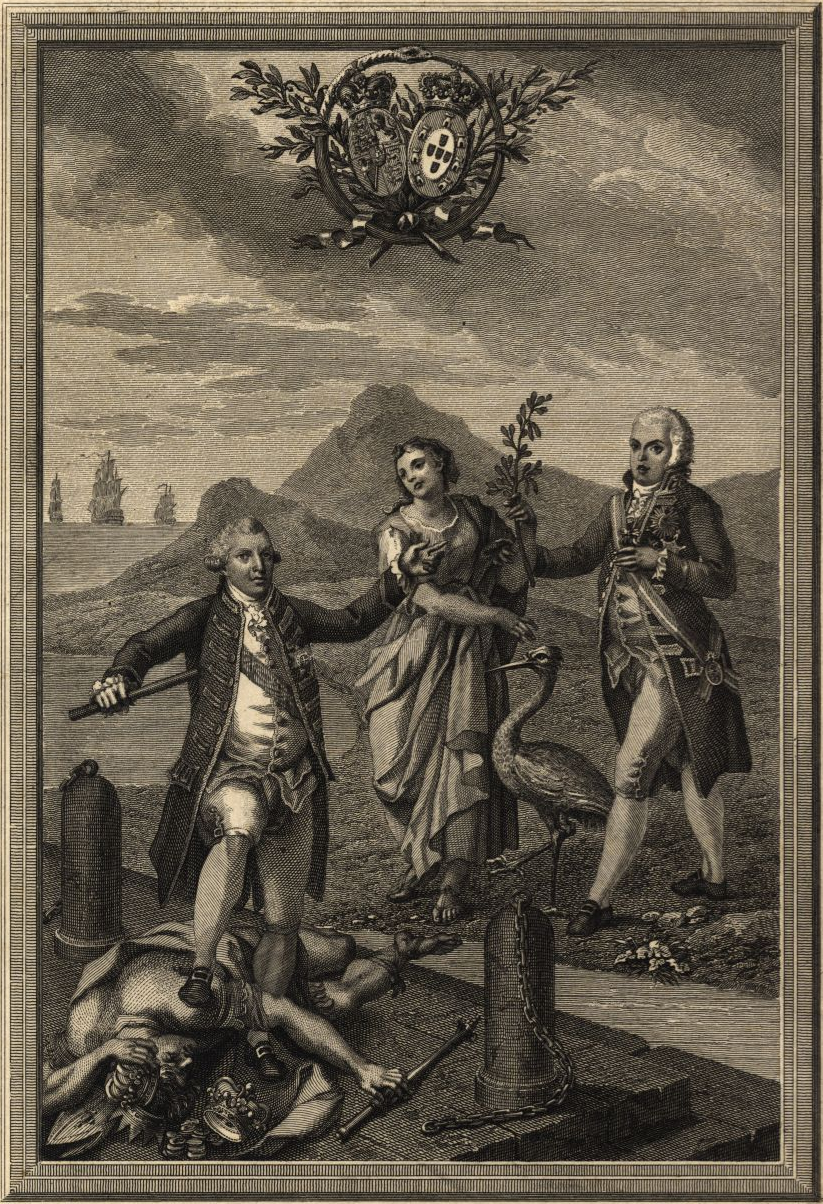
Alegoria a Jorge III do Reino Unido e D. João VI (1810)

O Tratado de Methuen, em 1703, deu livre entrada aos lanifícios ingleses em Portugal e redução das tarifas impostas à importação de vinhos portugueses em Inglaterra.
Outros episódios que marcaram a aliança foram, por exemplo, a Guerra da Sucessão Espanhola em que Portugal começou por estar ao lado de França, em conjunto com o Duque de Saboia, mas voltando a reunir-se ao seu aliado depois da Batalha de Blenheim. Para Portugal, contudo, teve maior importância as implicações da aliança para o desencadear das Invasões francesas e para a resposta militar que permitiria conservar a independência com a ajuda militar inglesa, cuja frota acompanhou a família real para o Brasil.
A chegada da família real portuguesa ao Brasil, acompanhada da Corte e altos funcionários administrativos reinóis, impactou de forma significativa toda a conjuntura política, econômica e administrativa da antiga metrópole portuguesa, iniciando primeiramente com o deslocamento do eixo de poder político, com a colônia passando a abrigar o trono português, governado naquele então pelo Príncipe-regente D. João, futuro D. João VI.
Com a chegada da corte de Dom João ao Brasil, a Coroa portuguesa precisava lidar tanto com a realidade do poder britânico, quanto com a mudança do centro monárquico. Desse modo, com a sede do império no Rio de Janeiro, a Coroa portuguesa passa a favorecer o Brasil do mesmo modo que antes havia favorecido Portugal.
Se acordos prévios com a Inglaterra, inclusive pelo apoio militar a transferência da família real para o Brasil, previam um “porto franco” para o comércio inglês, as exigências da mudança do centro da monarquia, bem como evitar colocar o comércio do Brasil em um monopólio inglês, levaram a abertura dos portos brasileiros às “nações amigas” já em 1808, pois para a Inglaterra bastaria o privilégio de comércio com o Brasil restrito aos seus súditos.
A participação inglesa na defesa da Coroa de Portugal e na luta contra os franceses no Reino teriam, contudo, um custo, que seria “pago” no tratado de 1810, com largas concessões à Inglaterra, ainda que às custas de Portugal, preservando os interesses do Brasil.
Em consequência da divisão de África pelas potências europeias, as relações entre Portugal e o Reino Unido entraram em crise, agravada pela Questão de Bolama e pelo Ultimato Britânico, que gerou uma forte reação patriótica contra os Britânicos.

### Século XX
Durante o século XX, o tratado voltou a ser invocado por diversas vezes:
- As tropas portuguesas participaram na Campanha de França, na Primeira Guerra Mundial, depois da solicitação, por parte da Grã-Bretanha, da requisição de todos os navios alemães em portos portugueses — o que motivou a declaração de Guerra da Alemanha a Portugal em 9 de Março de 1916.

- Durante a Segunda Guerra Mundial, apesar da neutralidade portuguesa, a aliança foi invocada para o estabelecimento de bases militares nos Açores.

- Em 1961, durante a ocupação da Índia Portuguesa (Goa, Damão e Diu) pela União Indiana, o Reino Unido limitou-se a mediar o conflito, o que levou Salazar a considerar a aliança numa crise insanável.

- Em 1982, durante a Guerra das Malvinas, as bases militares nos  Açores estiveram de novo à disposição da Marinha Real Britânica.

## Importância na atualidade
Hoje em dia, os dois países são membros da Organização do Tratado do Atlântico Norte (NATO/OTAN), sendo as suas relações mais coordenadas por essa instituição do que pelos pontos previstos nos diversos tratados que formam a totalidade da Aliança.